# Koupéla
Koupéla è un dipartimento del Burkina Faso classificato come città, capoluogo della provincia di Kouritenga, facente parte della Regione del Centro-Est.
Il dipartimento si compone del capoluogo e di altri 40 villaggi: Bik-Baskouré, Boangtenga, Boangtenga-Peulh, Bonnessin, Dianghin, Dimpaltenga, Dimpaltenga-Peulh, Gampougdo-Peulh, Gargaoua-Peulh, Gninga, Gorgo, Kamsaoghin, Kanrin, Kokemnoré, Koudmi, Koughin, Koughin-Peulh, Kouritenga, Lelguem, Liguidi-Malguem, Nabikessem, Naftenga, Nayamtenga, Nohoungo, Ouédogo, Pissalgo, Poessin, Tarbonnessin, Tibin, Tiini, Tini, Togtenga, Toulougou-Kanrin, Toulougou-Nakomsé, Toulougou-Yarcé, Wédogo-Petit, Wedogo-Peulh, Zaogo, Zorkoum e Zougo.